# Javier de Osma
Javier de Osma y Ramírez de Arellano (Lima, 9 de mayo de 1820 - Lima, 20 de julio de 1896 fue un militar y político peruano.
Fue elegido miembro del Congreso Constituyente de 1867 por la provincia de Cañete durante el gobierno de Mariano Ignacio Prado. Este congreso expidió la Constitución Política de 1867, la octava que rigió en el país, y que sólo tuvo una vigencia de cinco meses desde agosto de 1867 a enero de 1868. Entre 1873 y 1875 fue Prefecto de Arequipa durante el gobierno de Manuel Pardo y Lavalle. En 1876 fue elegido senador por el departamento de Lambayeque, reelecto en 1878 y 1879 participando en el Congreso Extraordinario que se reunión en Chorrillos en 1881 durante la Ocupación de Lima por las tropas chilenas en el marco de la Guerra del Pacífico.
Cuando terminó la ocupación, estuvo encargado de recibir el Palacio de Gobierno junto con 200 soldados bajo su mando y entregarlo al presidente Miguel Iglesias. Durante este gobierno fue Ministro de Guerra, cargo que volvió a ocupar en 1894 bajo la presidencia de Justiniano Borgoño.
En su juventud, fue uno de los socios fundadores del Club Nacional el 19 de octubre de 1855 junto a su hermano Ignacio de Osma.